# Curtis Granderson
Curtis Granderson Jr. (Blue Island, 16 marzo 1981) è un ex giocatore di baseball statunitense.
È soprannominato The Grandy Man.

## Inizi e Minor League
Granderson crebbe tra da Blue Island e Lynwood e frequentò la Thornton Fractional South High School di Lansing, prima di iscriversi l'Università dell'Illinois di Chicago. Venne scelto dai Detroit Tigers al terzo giro del draft 2002, come ottantesima scelta assoluta. Debuttò in Minor League con gli Oneonta Tigers, team satellite iscritto alla New York-Penn League (livello A–). Finì la stagione con .344 di media battuta, .417 di percentuale di arrivo in base, 3 fuoricampo, 34 RBI, 9 basi rubate e 45 punti in 52 partite. 
Nel 2003, Granderson venne promosso al livello A+, nei Lakeland Tigers della Florida State League. Finì con .286 alla battuta, .365 in base, 11 fuoricampo, 51 RBI, 10 basi rubate e 71 punti in 127 partite (476 AB).
Nel 2004 salì al livello doppio A, negli Erie Seawolves della Eastern League, migliorando tutte le statistiche offensive: .303 alla battuta, .407 di arrivo in base, 21 fuoricampo, 93 RBI, 14 basi rubate e 89 punti in 123 partite, numeri che gli valsero la prima promozione nei Detroit Tigers e un posto tra gli All-Star della Eastern League.
Nel 2005, Granderson giocò prevalentemente in triplo A con i Toledo Mud Hens della International League, chiudendo con .290 alla battuta, .359 in base, 15 fuoricampo, 65 RBI, 22 basi rubate e 79 punti in 111 partite. Negli anni seguenti passò a giocare stabilmente in Major League.

## Major League

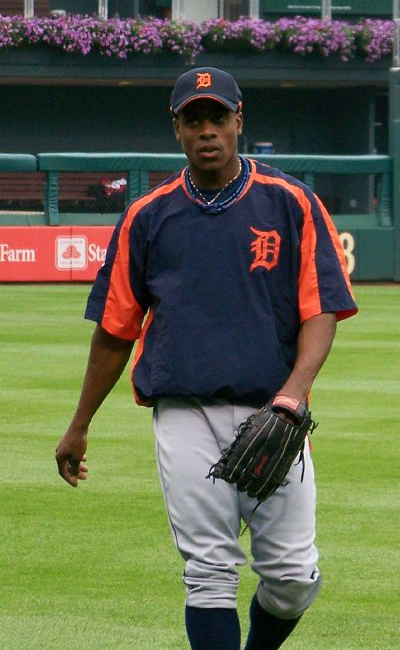
Granderson con i Tigers nel 2007

### Detroit Tigers (2004-2009)
Granderson debuttò nella MLB il 13 settembre 2004, al Comerica Park di Detroit contro i Minnesota Twins. Terminò la sua prima stagione con .240 di media battuta, .321 di arrivo in base e 2 punti segnati in 9 partite disputate. Giocò inoltre 123 partite nella Doppia-A. 
Nel 2005 disputò 47 partite con i Tigers, venendo premiato come miglior rookie della squadra dopo avere fatto registrare .272 alla battuta, .314 in base, 8 fuoricampo, 20 RBI, una base rubata e 18 punti. Nella minor league in questa stagione partecipò a 111 incontri, tutti nella Tripla-A.
Nel 2006, Granderson salì a 159 presenze e finì con .260 alla battuta, .335 in base, 19 fuoricampo, 68 RBI, 90 punti, 8 basi rubate e 90 punti. Quell'anno centrò per la prima volta i play-off con i Tigers, che arrivarono fino alle World Series, venendo sconfitti in 5 partite dai St. Louis Cardinals. Nel 2007 finì la stagione con .302 alla battuta, .361 in base, 23 fuoricampo, 74 RBI, 26 basi rubate e 122 punti (terzo dell’American League) in 152 partite.
Il 4 febbraio 2008, Granderson firmò un contratto di cinque anni più uno opzionale, per un totale di 30,25 milioni di dollari. Finì con .280 alla battuta, .365 di arrivo in base, 22 fuoricampo, 66 RBI, 12 basi rubate e 112 punti (secondo dell’American League) in 141 partite. L'anno successivo fu convocato per il primo All-Star Game e terminò con .249 alla battuta, .327 in base, 30 fuoricampo, 71 RBI, 20 basi rubate e 91 punti in 160 partite. 

### New York Yankees (2010-2013)
L’8 dicembre 2009, Granderson passò ai New York Yankees come parte di uno scambio a tre squadre: i Tigers cedettero Granderson agli Yankees e il lanciatore destro Edwin Jackson agli Arizona Diamondbacks, gli Yankees mandarono il mancino Phil Coke e l’esterno centro Austin Jackson ai Tigers, e il lanciatore destro Ian Kennedy ai Diamondbacks; questi ultimi cedettero il lanciatore destro Max Scherzer e il mancino Daniel Schlereth ai Tigers. Nel primo anno a New York, interrotto da un infortunio nel mese di maggio, chiuse la stagione regolare con .247 alla battuta, .324 di arrivo in base, 24 fuoricampo, 67 RBI, 12 basi rubate e 76 punti in 136 partite. Raggiunse subito i play-off con gli Yankees, che vennero sconfitti alle American League Championship Series dai Texas Rangers.

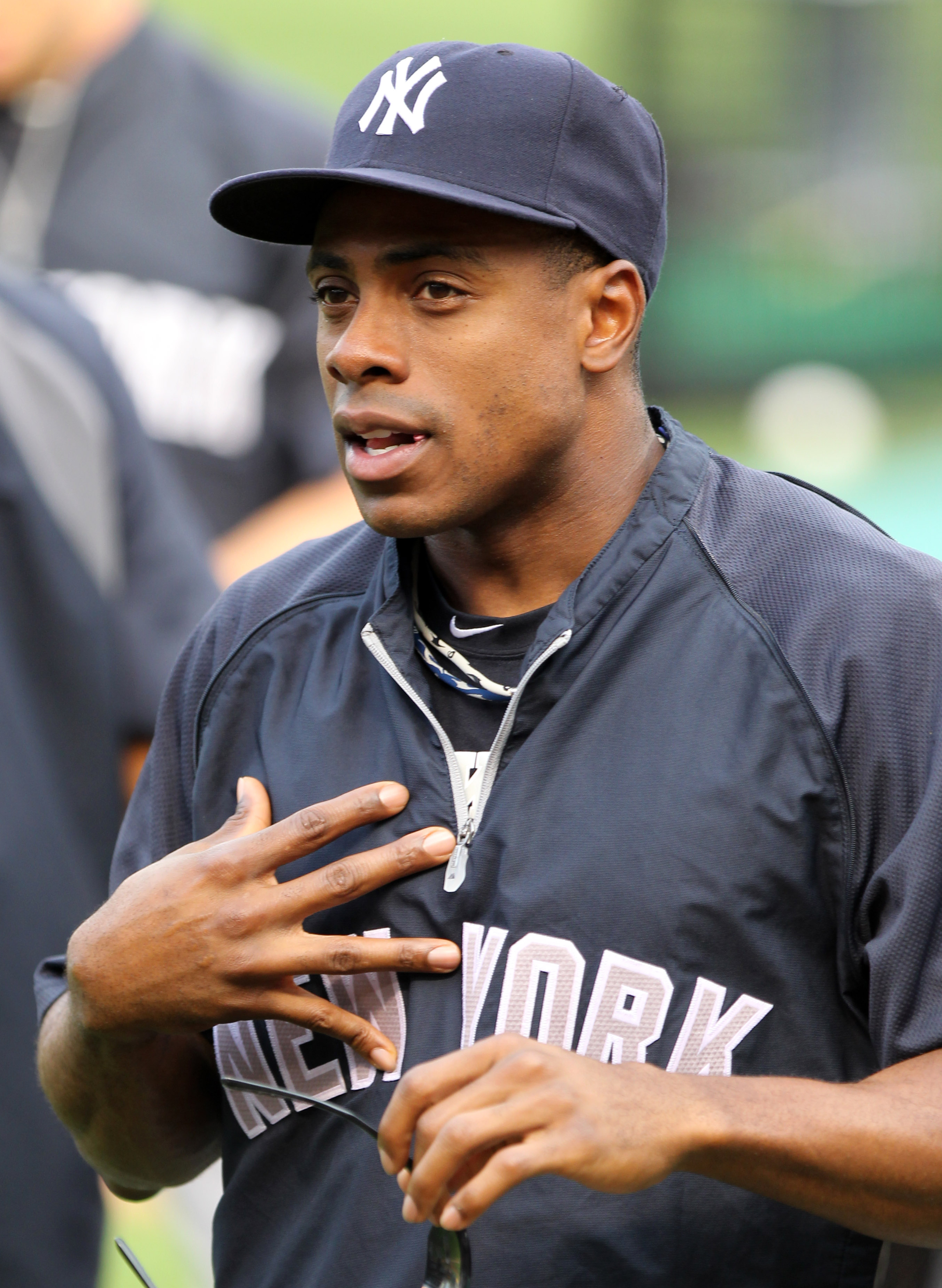
Granderson nel 2011 con gli Yankees

Nel 2011, Granderson conquistò per la seconda volta la partecipazione all’All-Star Game, facendo registrare una delle sue miglior stagioni in attacco, tanto da aggiudicarsi il Silver Slugger Award. Fece registrare il maggior numero di punti segnati dell’intera MLB (136), oltre a guidare l’American League per punti battuti casa (119, terzo della MLB dietro Matt Kemp e Prince Fielder). Fu inoltre secondo per numero di fuoricampo (41), preceduto solo da José Bautista. La sua media battuta fu di .262, con .364 di arrivo e 25 basi rubate in 156 partite. Il 2011 si concluse però negativamente con la sconfitta alle American League Division Series, per mano dei suoi ex compagni di squadra dei Detroit Tigers.
La stagione 2012 proseguì sulla falsariga della precedente per Granderson, con la terza convocazione all’All-Star Game e il record personale di fuoricampo: 43 (secondo dietro a Miguel Cabrera). Anche a causa della sua propensione a subire strikeout (195, secondo peggiore dietro ad Adam Dunn), si fermò a .232 di media battuta e .319 di percentuale di arrivo in base, con 106 RBI, 10 basi rubate e 102 punti in 160 partite. Ancora una volta ai play-off venne eliminato dai Tigers, che superarono i favoriti Yankees con un 4-0 alle American League Championship Series. Il 29 ottobre gli Yankees esercitarono la loro opzione sul contratto di Granderson, assicurandogli un contratto da 15 milioni di dollari.
La stagione 2013 si rivelò particolarmente travagliata, a causa di una doppia frattura all’avambraccio destro e alla mano sinistra. Chiuse con .229 alla battuta, .317 di arrivo in base, 7 fuoricampo, 15 RBI, 8 basi rubate e 31 punti in 61 partite (214 AB).

### New York Mets (2014-2017)

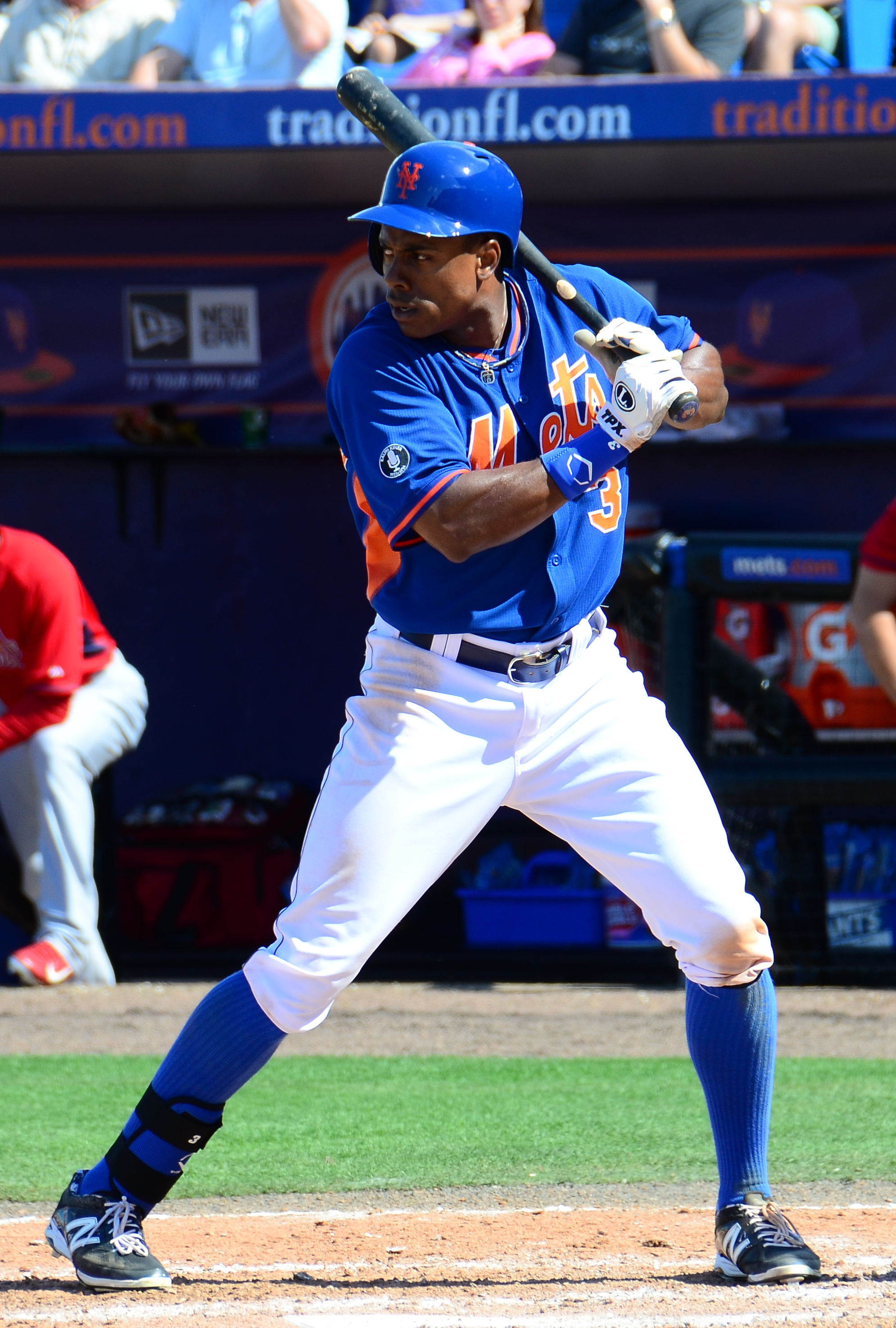
Granderson in battuta con i Mets nel 2014

Il 31 ottobre 2013, Granderson divenne free agent. Il 9 dicembre firmò un contratto quadriennale con i New York Mets, per un totale di 60 milioni di dollari. Nel 2014 chiuse con .227 in battuta, .326 di arrivo in base, 20 fuoricampo, 73 RBI, 8 basi rubate e 66 punti in 155 partite. 
Nel 2015, Granderson tornò protagonista insieme ai Mets, che conquistarono i play-off per la prima volta dal 2006, facendo registrare il loro record di vittorie consecutive (11) e diventando la settimana franchigia dal 1900 a conquistare 10 vittorie interne di fila. Granderson concluse la stagione regolare con .259 alla battuta, .364 in base, 26 fuoricampo, 70 RBI, 11 basi rubate e 98 punti in 157 partite. Nei play-off i Mets, dopo aver conquistato il pennant in National League ai danni dei Chicago Cubs, vennero sconfitti alle World Series 2015 dai Kansas City Royals; durante le World Series Granderson si mise comunque in mostra con 3 fuoricampo.
Nel 2016 Granderson, dopo un inizio di stagione negativo, fu tra i protagonisti della rimonta dei Mets nella corsa ai play-off. Chiuse la stagione regolare con .237 alla battuta, .335 di arrivo in base, 30 fuoricampo, 59 RBI, 4 basi rubate e 88 punti in 150 partite. Nella post-season la corsa si fermò dopo una sola partita, a causa della sconfitta al Citi Field contro i San Francisco Giants nello spareggio per la conquista della wild-card. Al termine della stagione, Granderson venne premiato con il Roberto Clemente Award per il suo impegno nel sociale.
Il 14 giugno 2017, Granderson batté il suo 300º fuoricampo in carriera nella vittoria di New York sui Chicago Cubs. Quell'anno però, le ambizioni dei Mets svanirono presto e a fine luglio la franchigia decise di mettere in vendita i suoi giocatori in scadenza di contratto, tra cui lo stesso Granderson, che il 18 agosto fu ceduto ai Los Angeles Dodgers in cambio di un giocatore da definire, poi identificato nel giovane lanciatore di rilievo Jacob Rhame. Dopo tre anni, Granderson si congedò dai Mets con un totale di 95 fuoricampo e 247 RBI.

### Los Angeles Dodgers (2017)
Il 19 agosto Granderson disputò la sua prima gara con i Dodgers nello stadio che lo vide debuttare nella MLB, il Comerica Park di Detroit, e contribuì alla vittoria per 3-0 sui Tigers, segnando il primo punto della partita. Il giorno seguente, contro Justin Verlander, segnò il suo primo fuoricampo con i Dodgers, sconfitti per 6-1 dai Tigers. L’indomani, a conferma del suo ottimo stato di forma, guidò la rimonta in casa dei Pittsburgh Pirates con il suo primo grande slam per i Dodgers: l’ottavo in carriera, a soli quattro giorni dall’ultimo grande slam messo a segno con i Mets.

### Toronto Blue Jays e Milwaukee Brewers (2018)
Il 23 gennaio 2018, Granderson firmò un contratto valido un anno del valore di 5 milioni con i Toronto Blue Jays.
Il 31 agosto 2018, i Blue Jays scambiarono Granderson con i Milwaukee Brewers in cambio di Demi Orimoloye.

### Miami Marlins e ritiro (2019-2020)
Il 5 febbraio 2019, Granderson firmò un contratto con i Miami Marlins.
Il 31 gennaio 2020, Granderson annunciò il suo ritiro dal baseball professionistico.

## Nazionale
Con la Nazionale di baseball degli Stati Uniti d’America, Granderson ha disputato il World Baseball Classic 2009.

## Palmarès
- MLB All-Star: 3

2009, 2011, 2012
- Silver Slugger Award: 1

2011
- Leader della Major League per punti segnati: 1

2011
- Leader dell'American League per punti battuti a casa: 1

2011
- Roberto Clemente Award: 1

2016
- Lou Gehrig Memorial Award: 1

2015
- Giocatore del mese dell'American League: 1

(agosto 2011)
- Giocatore della settimana dell'American League: 1

(15 luglio 2007)